# Mixe (volk)
De Mixe (Mixe: Ayüükjä'äy) zijn een indiaans volk woonachtig in de staat Oaxaca in het zuiden van Mexico. Er leven 168.935 Mixe in Mexico.
De Mixe leven in een gebied dat bekendstaat als de Sierra Mixe, in het oosten van de deelstaat Oaxaca, in een gebied dat bestaat uit zowel tropisch laagland als gebergte met een gematigd klimaat. 80% van de Mixe spreekt nog het Mixe, een taal uit de Mixe-Zoquetaalfamilie.
Sommige archeologen vermoeden dat de Mixe de afstammelingen zijn van de Olmeken, hoewel volgens hun eigen legende de Mixe overzee vanuit het zuiden in hun woongebied terecht zijn gekomen. De Mixe hebben zich in de precolumbiaanse periode meestal onafhankelijk kunnen ontwikkelen; noch de Zapoteken noch de Azteken konden de Mixe geheel onderwerpen. Zelfs de Spanjaarden onder Hernán Cortés wisten de Mixe niet te verslaan, pas aan het eind van de 16e eeuw werden zij onderworpen. Zij danken hun naam aan de Azteken; het woord 'Mixe' is afkomstig van het Nahuatl Mixtli, wat wolk betekent en verwijst naar het gebergte waarin zij leven.
De Mixe zijn vooral een landbouwvolk. Zij verbouwen onder andere koffie, bananen en chilipepers.